# Швайковцы

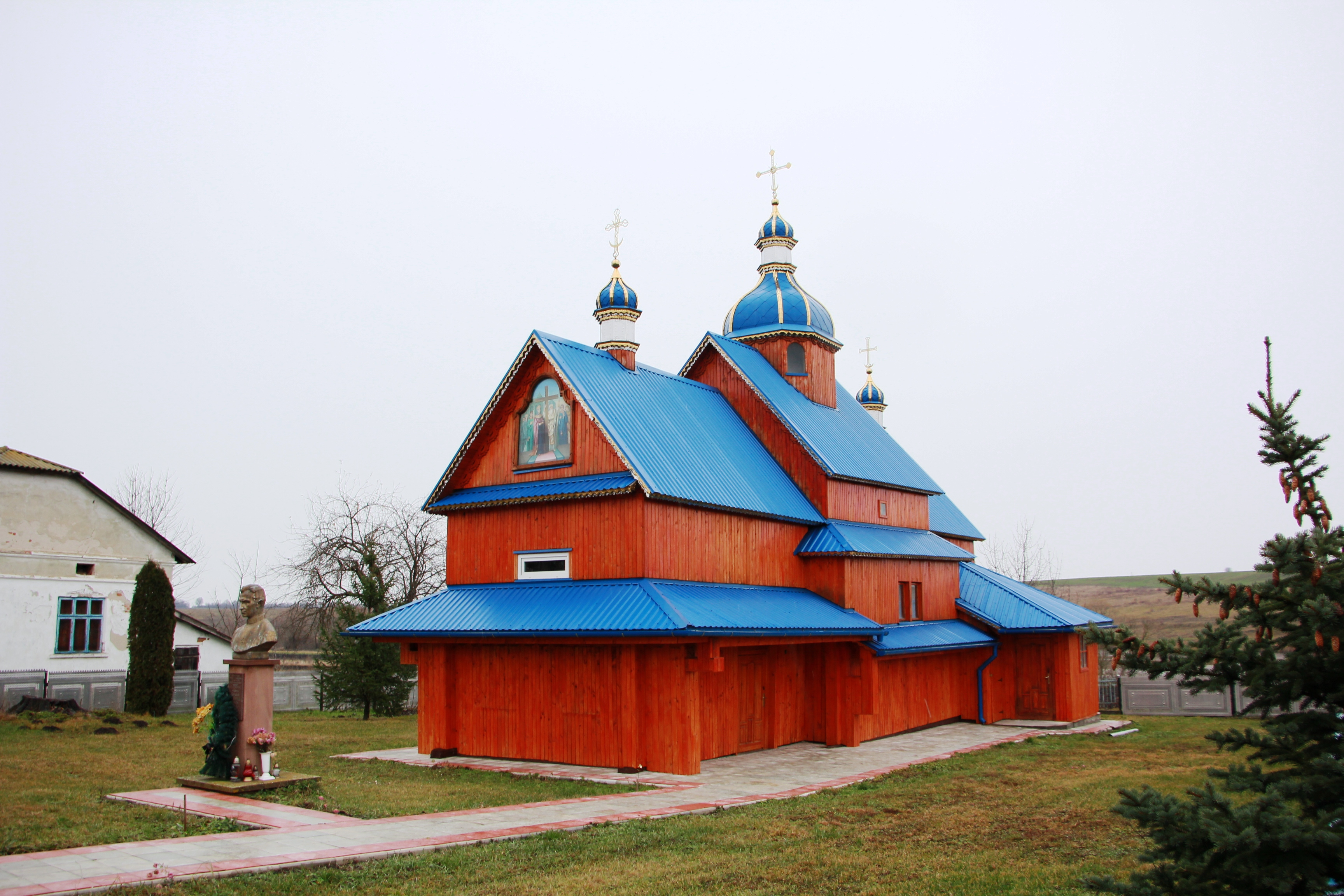
Греко-католическая Церковь Воздвижения Честного креста (1734 г.; деревянная, реставрирована в 1990-е) и памятник Виталию Байраку перед ней

Швайковцы (укр. Швайківці) — село в Заводской поселковой общине Чортковского района Тернопольской области Украины.
Население по переписи 2001 года составляло 207 человек. Почтовый индекс — 48509. Телефонный код — 3552.